# Music Inferno
Music Inferno este un cântec pop live al Madonnei. A fost lansat pe 26 februarie 2007 ca un single de promovare la radio a albumului live "The Confessions Tour". A ajuns pe locul #63 în Mexic.